# 密星平鮋
密星平鮋為輻鰭魚綱鮋形目鮋亞目囊頭鮋科的其中一種，為亞熱帶海水魚，分布於東太平洋美國加州至墨西哥下加利福尼亞南部海域，棲息深度24-274公尺，體長可達53公分，棲息在礁石底層水域，卵胎生，生活習性不明。